# Ben Mankiewicz
Benjamin Frederick "Ben" Mankiewicz (Washington, 21 marzo 1967) è un conduttore televisivo statunitense.

È un presentatore su Turner Classic Movies ed è stato un commentatore su The Young Turks e What the Flick?!

## Primi anni di vita
Mankiewicz è nato a Washington È il figlio di Holly (nata Jolley) e Frank Mankiewicz, cugino dello sceneggiatore Tom Mankiewicz, nipote dello sceneggiatore Herman J. Mankiewicz, e pronipote dello sceneggiatore, produttore e regista Joseph L. Mankiewicz. È il fratello del reporter di NBC News Josh Mankiewicz. Suo cugino è il fillmmaker/produttore televisivo Nick Davis.
Ha frequentato Georgetown Day High School, Tufts University, e Columbia University.

## Carriera
Mankiewicz ha iniziato la sua carriera come reporter e presentatore per WCSC-TV (un affiliato CBS) a Charleston, South Carolina. È entrato a far parte di WAMI a Miami, Florida nel 1998, dove è stato presentatore di The Times, uno show di informazione giornaliero e il programma principale della stazione.
Mankiewicz è oggi il conduttore di Turner Classic Movies. Quando ha fatto il suo debutto su TCM nel settembre del 2003, diventò il solo secondo presentatore assunto nella storia del network.
Come critico cinematografico, Mankiewicz ha co-presentato il programma televisivo At the Movies negli anni 2008-2009 e oggi è co-conduttore dello show online What the Flick?! su The Young Turks Network.
È un commentatore e ospite regolare del talk show su YouTube The Young Turks, che ha co-fondato con Cenk Uygur e conduce TYT Sports e What the Flick?!, due spinoff su The Young Turks Network.
Mankiewicz ha fatto dei cameo nel telefilm The Bling Ring (2011) e il film d'azione White House Down (2013).

## Filmografia parziale

### Televisione
- The Bling Ring, regia di Michael Lembeck – film TV (2011)